# Хамрун
Хамрун — город на Мальте. На март 2014 года население города составляло 9 244 человек
.

## История

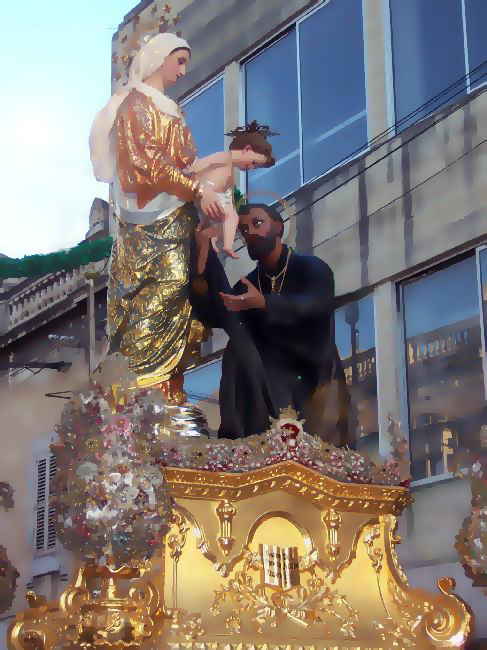
Фигура святого Каэтана Тиенского на ежегодном праздновании в Хамруне

Древнейшими археологическими находками в Хамруне есть выдолбленные в скалах захоронения карфагенского периода.
Во времена госпитальеров высокопоставленные чиновники, судьи и состоятельные люди любили ездить в эти места на охоту или отдых.
В 19 веке поселелння начало быстро развиваться, тогда оно называлось селом святого Иосифа (Casale San Giuseppe). До сих пор главная улица Хамруна носит имя святого Иосифа.
1875 года была освящена новая церковь именем Каэтана Тиенского. С 1881 года поселение стало отдельным приходом и отдельным административным центром. В это время город получил название Хамрун. Точная этимология этого названия не выяснена. По одному из предположений, название происходит от мальтийского выражения ħamrija ħamra (красная земля), что соответствует цвету грунта в этой местности. По другой гипотезе название происходит от прозвища известной местной семьи «tal-Ħamruna».
Во время Второй мировой войны жители побережья бежали до Хамруна, таким образом вплоть до 1970-х годов город оставался одним из крупнейших на Мальте. Сегодня здесь немало магазинов мебели и супермаркетов, которые преимущественно расположены на центральных улицах города.